# Regering-Castex
De regering-Castex (Frans: Gouvernement Jean Castex) was de tweeënveertigste regering van Frankrijk onder de Vijfde Republiek. Premier Jean Castex werd op 3 juli 2020 door president Emmanuel Macron benoemd. Drie dagen later werd zijn regering bekendgemaakt.
Op 20 mei 2022 trad de regering-Borne aan als opvolger van de regering-Castex.
| Ambtsbekleder                          | Ambtsbekleder        | Ambtsbekleder               | Functie(s)                                     | Ambtstermijn     | Ambtstermijn | Partij           |
| -------------------------------------- | -------------------- | --------------------------- | ---------------------------------------------- | ---------------- | ------------ | ---------------- |
|                                        | Jean Castex          | Jean Castex (1965)          | Premier                                        | 3 juli 2020      | 16 mei 2022  | LREM             |
|                                        | Gérald Darmanin      | Gérald Darmanin (1982)      | Minister van Binnenlandse Zaken                | 6 juli 2020      | heden        | LREM             |
|                                        | Jean-Yves Le Drian   | Jean-Yves Le Drian (1947)   | Minister van Buitenlandse Zaken                | 17 mei 2017      | 20 mei 2022  | DVG (2017–20)    |
|                                        | Jean-Yves Le Drian   | Jean-Yves Le Drian (1947)   | Minister van Buitenlandse Zaken                | 17 mei 2017      | 20 mei 2022  | TDP (vanaf 2020) |
|                                        | Bruno Le Maire       | Bruno Le Maire (1969)       | Minister van Financiën                         | 17 mei 2017      | heden        | LREM             |
| Minister van Economische Zaken         | Bruno Le Maire       | Bruno Le Maire (1969)       |                                                | 17 mei 2017      | heden        | LREM             |
|                                        | Florence Parly       | Florence Parly (1963)       | Minister van de Stijdkrachten                  | 21 juni 2017     | 20 mei 2022  | DVG (2017–20)    |
|                                        | Florence Parly       | Florence Parly (1963)       | Minister van de Stijdkrachten                  | 21 juni 2017     | 20 mei 2022  | TDP (vanaf 2020) |
|                                        | Éric Dupond-Moretti  | Éric Dupond- Moretti (1961) | Minister van Justitie                          | 6 juli 2020      | heden        | O                |
| Zegelbewaarder                         | Éric Dupond-Moretti  | Éric Dupond- Moretti (1961) |                                                | 6 juli 2020      | heden        | O                |
|                                        | Olivier Véran        | Olivier Véran (1980)        | Minister van Volksgezondheid                   | 16 februari 2020 | 20 mei 2022  | LREM             |
| Minister van Sociale Zaken             | Olivier Véran        | Olivier Véran (1980)        |                                                | 16 februari 2020 | 20 mei 2022  | LREM             |
|                                        | Élisabeth Borne      | Élisabeth Borne (1961)      | Minister van Arbeid en Werkgelegenheid         | 6 juli 2020      | 20 mei 2022  | LREM             |
|                                        | Jean-Michel Blanquer | Jean-Michel Blanquer (1964) | Minister van Nationaal Onderwijs               | 17 mei 2017      | 20 mei 2022  | LREM             |
| Minister van Jeugd en Sport            | Jean-Michel Blanquer | Jean-Michel Blanquer (1964) | 16 oktober 2018                                |                  | 20 mei 2022  | LREM             |
|                                        | Frédérique Vidal     | Frédérique Vidal (1964)     | Minister van Hoger Onderwijs en Wetenschap     | 17 mei 2017      | 20 mei 2022  | LREM             |
|                                        | Jacqueline Gourault  | Jacqueline Gourault (1950)  | Minister van Huisvesting                       | 16 oktober 2018  | 5 maart 2022 | MoDem            |
| Minister van Ruimtelijke Ordening      | Jacqueline Gourault  | Jacqueline Gourault (1950)  |                                                | 16 oktober 2018  | 5 maart 2022 | MoDem            |
| Minister voor Lokalen Zaken            | Jacqueline Gourault  | Jacqueline Gourault (1950)  |                                                | 16 oktober 2018  | 5 maart 2022 | MoDem            |
|                                        | Joël Giraud          | Joël Giraud (1959)          | Minister van Huisvesting                       | 5 maart 2022     | 20 mei 2022  | PRV              |
| Minister van Ruimtelijke Ordening      | Joël Giraud          | Joël Giraud (1959)          |                                                | 5 maart 2022     | 20 mei 2022  | PRV              |
| Minister voor Lokale Zaken             | Joël Giraud          | Joël Giraud (1959)          |                                                | 5 maart 2022     | 20 mei 2022  | PRV              |
|                                        | Julien Denormandie   | Julien Denormandie (1980)   | Minister van Landbouw en Visserij              | 6 juli 2020      | 20 mei 2022  | LREM             |
|                                        | Barbara Pompili      | Barbara Pompili (1975)      | Minister van Ecologie en Duurzame Ontwikkeling | 6 juli 2020      | 20 mei 2022  | PÉ               |
|                                        | Amélie de Montchalin | Amélie de Montchalin (1985) | Minister van Publieke Diensten                 | 6 juli 2020      | 20 mei 2022  | LREM             |
| Minister voor Bestuurlijke Vernieuwing | Amélie de Montchalin | Amélie de Montchalin (1985) |                                                | 6 juli 2020      | 20 mei 2022  | LREM             |
|                                        | Sébastien Lecornu    | Sébastien Lecornu (1986)    | Minister van Overzeese Gebiedsdelen            | 6 juli 2020      | 20 mei 2022  | LREM             |
|                                        | Roselyne Bachelot    | Roselyne Bachelot (1946)    | Minister van Cultuur                           | 6 juli 2020      | 20 mei 2022  | DVD              |
|                                        | Annick Girardin      | Annick Girardin (1964)      | Minister van Maritieme Zaken                   | 6 juli 2020      | 20 mei 2022  | PRV              |